# Anacronicta nitida
Anacronicta nitida är en fjärilsart som beskrevs av Ludwig Carl Friedrich Graeser 1888. Anacronicta nitida ingår i släktet Anacronicta och familjen Pantheidae. Inga underarter finns listade i Catalogue of Life.

## Bildgalleri

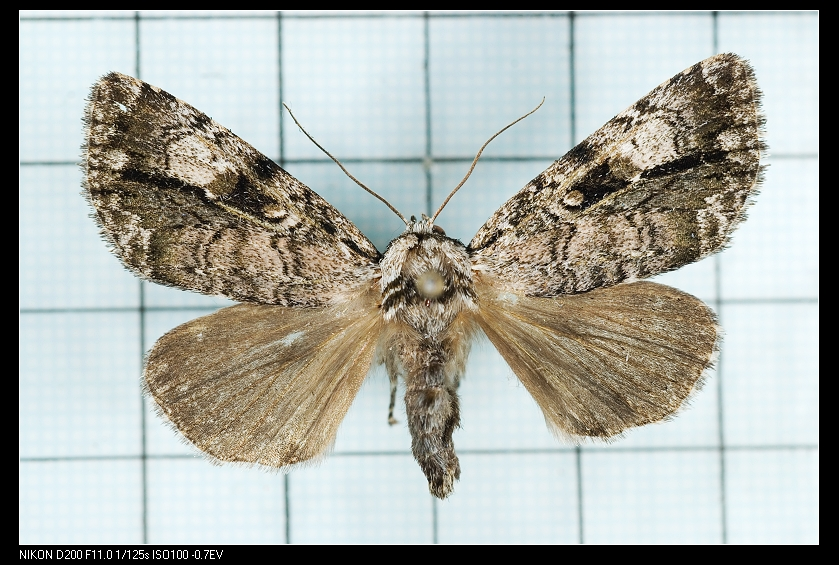